# Tricyphona arthuriana
Tricyphona arthuriana är en tvåvingeart som beskrevs av Alexander 1924. Tricyphona arthuriana ingår i släktet Tricyphona och familjen hårögonharkrankar. Inga underarter finns listade i Catalogue of Life.